# South Bethany
South Bethany è una città degli Stati Uniti, situata nella Contea di Sussex, nello Stato del Delaware. Secondo il censimento del 2000 la popolazione era di 519 abitanti. Appartiene all'area micropolitana di Seaford.

## Economia

### Turismo
South Bethany, come le città di Lewes, Rehoboth Beach, Dewey Beach, Bethany Beach, e Fenwick Island, appartiene alla regione turistica della Contea di Sussex, in rapido sviluppo economico e demografico.
South Bethany, Bethany Beach e Fenwick Island sono note con il nome di The Quiet Resorts ("Luoghi di villeggiatura tranquilli"). Questo in opposizione alla frenesia di località di località come Dewey Beach e di Rehoboth Beach. A confermare la fama di Bethany Beach di località tranquilla aiuta anche la presenza del Delaware Seashore State Park, subito a nord della città, con un litorale sabbioso che isola dal caos delle città vicine.

## Geografia fisica
Secondo i rilevamenti dello United States Census Bureau, la città di South Bethany si estende su una superficie totale di 1,4 km², tutti quanti occupati da terre.

## Popolazione
Secondo il censimento del 2000, a South Bethany vivevano 492 persone, ed erano presenti 170 gruppi familiari. La densità di popolazione era di 366 ab./km². Nel territorio comunale si trovavano 1137 unità edificate. Per quanto riguarda la composizione etnica degli abitanti, il 99,19% era bianco. Il restante 0,81% della popolazione appartiene ad altre razze o a più di una.
Per quanto riguarda la suddivisione della popolazione in fasce d'età, l'8,77% era al di sotto dei 18, il 2,0% fra i 18 e i 24, il 14,0% fra i 25 e i 44, il 40,0% fra i 45 e i 64, mentre infine il 35,2% era al di sopra dei 65 anni di età. L'età media della popolazione era di 60 anni. Per ogni 100 donne residenti vivevano 95,2 maschi.